# دائرة تازولت
دائرة تازولت هي إحدى دوائر ولاية باتنة الجزائرية. تقع المدينة على بعد 11 كلم جنوب شرق باتنة غلى ارتفاع 1300 م.